# サウンド・ウェーブ
『サウンドウェーブ』は、エフエム徳島で放送されている音楽番組である。表記ゆれで『サウンド・ウェーブ』と記されることもあった。

## 概要
エフエム徳島が毎月パワープレイ（ヘヴィー・ローテーション）に選んだ楽曲を紹介・放送しているミニ番組。
2010年4月からの放送時間は毎週月曜 - 金曜 16:15 - 16:20（『Sunset Junction』に内包）、20:55 - 21:00（2013年度から休止中）、23:55 - 翌0:00。この3つの時間帯それぞれで違う楽曲を取り上げていて、基本的に朝のワイド番組『Smile Morning（後のTOKUSHIMA MORNING LIVE Compass）』、夕方のワイド番組『Sunset Junction（後のT-Joint）』、金曜午後のワイド番組『FRIDAY ON LINE〜FIVE COLORS RADIO〜』でかかる曲とは異なる曲を流す。
東日本大震災の発生を受けてスタートした『震災情報 官邸発』をネットするため、2011年度には一時期20:55からの放送を休止していた（同年10月期に再開）。その20:55からの放送は、2012年度をもって一旦終了した。